# Sonochemie
Sonochemie je obor chemie, který využívá k iniciaci chemických reakcí
ultrazvukové vlny.
Pro přenos energie se využívá kapaliny, která zároveň plní funkci
rozpouštědla. Energie je zde přenášena tlakovou vlnou, která se
periodicky rozpíná a stlačuje. Amplituda této vlny řádově odpovídá mezimolekulovým
vzdálenostem v kapalině. Díky tomu dochází ke zvětšování mezimolekulové vzdálenosti,
v kapalině vznikají prázdná místa, tzv. kavitační bubliny. Tyto bubliny rostou
až do okamžiku, kdy dosáhnou kritické velikosti (170-300 µm). Pak dojde k
prudkému, adiabatickému zhroucení. Toto zhroucení je velmi rychlé a uvnitř bubliny
se drasticky zvýší tlak a teplota. Tyto kolapsy dodávají energii chemickým reakcím.